# Yamaha FZR-serie
Yamaha FZR een type aanduiding van Yamaha voor sportmotoren.

## Voorgeschiedenis
Yamaha was, net als Kawasaki en Suzuki, later dan Honda op de markt gekomen met viertaktmotorfietsen. Aanvankelijk, in 1969, gebeurde dat met een staande twin, de Yamaha XS 650, die vooral moest concurreren met de Triumphs op de Amerikaanse markt. Honda trok zich echter niets aan van de (Britse) gevestigde orde en introduceerde in 1968 een viercilinder, de Honda CB 750. De andere Japanse merken moesten deze strijd wel aangaan, en Yamaha presenteerde in 1975 de driecilinder-XS 750. Deze machine had strakke, moderne lijnen en heel bijzonder was de in samenwerking met Porsche ontwikkelde cardanaandrijving. Het motorblok was zeer smal gebouwd, net als dat van de latere XS 1100-viercilinder. Zo smal, dat de binnenste cilinder(s) een oliekoeler nodig hadden om niet warm te lopen. In de jaren zeventig barstte een "superbike" strijd los, die zich voornamelijk tussen de Japanse merken afspeelde. Aanvankelijk gebeurde dat met name met zware motoren van meer dan 1.000 cc, die bij Yamaha in het begin van de jaren tachtig evolueerden tot de sportieve toermodellen FJ-modellen FJ 1100 en FJ 1200. Op sportief gebied ging men zich meer richten op hoogvermogende, sportmotoren tot 1.000 cc. De ervaring die Yamaha had opgedaan met "smal" bouwen werd hierbij een groot voordeel.

### FZ-serie
Eind 1984 verscheen de Yamaha FZ-serie met drie modellen: 250, 400 en 750 cc. De lichte modellen waren feitelijk voor de Japanse markt bestemd, maar werden incidenteel via grijze import buiten Japan geleverd. De FZ-serie droeg al de naam "Genesis". Deze naam stond voor de bijzondere bouwwijze van de motor: een viercilinder-DOHC-motor met 45° voorover hellende cilinders met recht daarboven een rij valstroomcarburateurs en (voor wat betreft de FZ 750) vijf kleppen per cilinder. Door de voorover hellende cilinders werd het zwaartepunt laag gehouden. De cilinderkop bestond uit twee delen, met in het midden de kettingaandrijving voor de twee bovenliggende nokkenassen. De FZ 750 had vier 36 mm Mikuni carburateurs en er was een wet-sump smeersysteem gebruikt. De meevoudige natte platenkoppeling werd rechtstreeks via tandwielen aangedreven door de krukas en dreef op haar beurt een close ratio zesversnellingsbak aan. De FZ 750 leverde 110 pk, die werden beteugeld door een stalen perimeter frame met een aluminium achterbrug. Kleine hulpframes droegen onderdelen zoals de stroomlijnkuip en het zitgedeelte. De achterkant werd afgeveerd door het monocross veersysteem.

## FZR-serie

### 1985: FZR 750 (OW 01) wegracer
De allereerste Yamaha met de aanduiding "FZR" werd in februari 1985 aan de pers getoond. Dit was een pure racemotorfiets, die Yamaha wilde gaan inzetten in het toenmalige "Formule 1" kampioenschap. Dit kampioenschap was voortgekomen uit de in 1971 ingestelde "Formule 750", maar nooit erg populair geworden. In 1985 zouden er slechts zes races verreden worden. Deze FZR 750 (met de "racenaam" OW 01) was motorisch afgeleid van de FZ 750 Super Sports, maar voorzien van een gemodificeerde cilinderkop, nieuwe carburateurs en een 4 in 2 in 1 uitlaat. Het frame was het nieuwe Deltaboxframe, in hetzelfde jaar geïntroduceerd op de 250cc-wegracers van Martin Wimmer en Carlos Lavado, maar ook op de YZR 500 (OW 81) van Eddie Lawson en Raymond Roche. De machine leverde (volgens de fabriek) méér dan 130 pk en woog slechts 155 kg met volle tank. Een normale "toonbankmotor" in de FZR-serie volgde voorlopig nog niet, omdat voor de Formule 1 geen homologatie nodig was.

### 1986: FZR 250 en FZR 400
In 1986 verschenen twee kleine modellen, uitsluitend voor de Japanse markt. De FZR 250 was voorafgegaan door de FZ 250 Phazer, die gewoon in productie bleef. De FZR was ook niet een echte opvolger omdat de Phazer een sportief toermodel was, dat duidelijk was geïnspireerd door de moderne lijnen van de Suzuki Katana-modellen. De FZR 250 was een sportmodel, voorzien van een dolfijnkuip. Motorisch waren beide modellen identiek, maar de FZR had uiteraard het Deltabox frame, uitgevoerd in staal.
De FZ 400, voorganger van de FZR 400, was wél een sportmotor. Ook de FZR 400 kreeg het Deltabox frame, maar dit was gemaakt van aluminium. De FZR 400 werd tegelijk ontwikkeld met de YZF 400 productieracer, die was gemaakt voor de in Japan populaire Formule 3 raceklasse.

### 1987: FZR 400 R Exup, FZR 750 en FZR 1000 Genesis
De FZR 400 R Exup werd in 1987 als eerste model voorzien van de EXhaust Ultimate Power valve (EXUP), een draaibare klep in het uitlaatsysteem waardoor de powerband breder werd, zonder dat het topvermogen hoger werd. Ook kwam er een "SP" versie, met een eenpersoonszadel, waardoor het sportieve karakter benadrukt werd.
In 1987 kwam ook de straatversie van de FZR 750 op de markt (maar nog niet in Nederland), op tijd voor de invoering van het Wereldkampioenschap Superbike in 1988. Voor deze raceserie was wél homologatie vereist, waardoor er dus een straatmotor moest worden uitgebracht voordat men kon inschrijven voor deelname. De inlaatkanalen waren nu zó recht, dat men door de open carburateurs via openstaande kleppen de zuigers kon zien.
De FZR 1000 Genesis werd in 1987 het nieuwe topmodel van Yamaha. Men had alle kennis voor de smalle bouw van het motorblok uit de kast gehaald, waardoor het blok niet breder was dan dat van de FZ 750. Hierdoor kwamen de cilinders zo dicht bij elkaar te staan, dat naast vloeistofkoeling ook oliekoeling moest worden toegepast: De zuigers werden van onderen gekoeld door een oliestraal. De olie werd extra gekoeld door een oliekoeler. De drie inlaatkleppen en twee uitlaatkleppen waren uiteraard met de grotere boring mee gegroeid, maar stonden ook rechter boven de zuigers. Hoewel de zuigers en de drijfstangen groter waren, waren ze desalniettemin lichter dan die van de FZ 750. Het nieuwe Deltabox frame verbond het balhoofd rechtstreeks met de achterbrug, waardoor een bijzonder stijve constructie ontstond. Het frame woog slechts 12,2 kg. De hele machine woog droog 1 kg minder dan een FZ 750.

### 1988: FZR 400 RR Exup en FZR 400 RR Exup SP
De FZR 400 RR Exup werd in 1988 gepresenteerd als tegenhanger voor andere snelle 400cc-motorfietsen die op de Japanse markt bijzonder populair waren, zoals de Honda VFR 400 R en CBR 400 RR, de Kawasaki ZXR 400 R en de Suzuki GSX-R 400 R. De "RR" leverde iets meer vermogen (62 pk) dan zijn voorganger. Voor die drie extra pk's had men een nieuwe motor ontworpen, met een kortere slag, waardoor het motortje nog meer toeren kon draaien. De "SP" (Sports Production) versie had een eenpersoons zadel en was eigenlijk als productieracer bedoeld.

### 1989: FZR 250 R Exup, FZR 600, FZR 750 R (OW 01) en FZR 1000 Exup
Met het uitbrengen van de FZR 750 R (die ook OW 01 werd genoemd, naar de racers van Yamaha) ging het merk niet over één nacht ijs. Het WK Superbikes was in 1988 begonnen, en de concurrenten waren met bijzonder snelle machines op de markt gekomen: Honda met de VFR 750 (RC 30), die was gebaseerd op de RVF 750 Enduranceracer, Suzuki met de met de GSX-R 750 R en Kawasaki met de ZXR-750. Voor de homologatie van 1989 moest Yamaha 1.000 exemplaren van een nieuw model verkopen. De FZR 750 R was - hoewel voorzien van een kenteken en verlichting - vrijwel raceklaar. De machine was niet afgeleid van de FZR 750, maar van de YZF 750 Enduranceracer. De boring/slagverhouding was gewijzigd, waardoor de motor een kortere slag kreeg. Hiermee waren hogere toerentallen mogelijk. Ten opzichte van de FZR 750 waren de inlaatkleppen 2mm en de uitlaatkleppen 1,5mm groter. De blokhoek was minder extreem (40° in plaats van 45°), de zuigers hadden slechts twee zuigerveren en de drijfstangen waren van titanium. Er waren 38mm carburateurs met vlakke schuiven toegepast. De vrij grote carburateurs waren ook nodig voor de homologatie: Het WK Superbike reglement schreef standaard carburateurs voor. Uiteraard was de uitlaat voorzien van een EXUPklep. De oliekoeler was opgenomen in het vloeistofkoelsysteem. De gewelfde achtervork was ook volgens het Deltabox-principe (gelaste aluminium platen) opgebouwd en overgenomen van de YZF 750. Het blok was aan de cilinderkop bevestigd aan het frame en was meedragend. De brandstoftank was van aluminium en de stroomlijnkuip van fiberglas. De gietwielen (vóór en achter 17") waren voorbereid voor de montage van slickbanden. Vóór was een volledig instelbare telescoopvork gemonteerd, achter het Yamaha Monocross systeem met een Öhlins-veer/demperelement. Van de 1.000 exemplaren waren er 500 voor de Japanse markt bestemd. Er was een racekit beschikbaar, die 20 pk extra vermogen leverde. De machine kostte 45.000 gulden.
Ook de Yamaha FZR 1000 Exup was ten opzichte van de FZR 1000 Genesis een geheel nieuwe machine. Motorblok, frame, wielen, achterbrug, voorvork en stroomlijnkuip waren vernieuwd. De carburateurs waren groter van diameter, de cilinderinhoud was gegroeid (van 990 naar 1002 cc) en zelfs de blokhoek was gewijzigd. Door deze wijzigingen was de motor ook sterker geworden (145 pk in plaats van 135 pk). De uitlaat bestond niet meer uit één geheel. Frame en achterbrug waren niet langer simpele kokers maar mooi gewelfd vormgegeven. Het motorblok was een dragend onderdeel van de constructie geworden. De machine leek nog sterk op zijn voorganger door de twee ronde koplampen. Uiteraard was de EXUPklep toegepast, die vanaf 4000 tpm open ging en de uitlaat minder smoorde. Het achterwiel was van 18" verkleind naar 17". Het Amerikaanse blad "Cycle World" koos de FZR 1000 Exup in 1989 tot "Bike of the Decade".

### 1994: FZR 600 R Exup
(volgt)
Enigszins misleidend is het Fresh Air Intake System (Op eerste motoren aangeduid met de letters F.A.I.), een systeem wat velen deed verwachten dat het model was voorzien van een Ram Air Intake System. Het systeem geeft de FZR echter alleen een verse lucht toevoer welke vanaf de kuip, door het frame, naar de ruimte achter de cilinders voert, waar zich de carburateurs bevinden. Het enige voordeel van dit systeem is het aanvoeren van verse (koele) lucht.

## FZR Modellen
| Yamaha                    | FZR 250                                                                          | FZR 250 R Exup                                                                   | FZR 400                                                                          | FZR 400 R Exup                                                                   | FZR 400 RR Exup                                                                  | FZR 600                                                                          | FZR 600 R                                                                        | FZR 750                                                                          | FZR 750 R                                                                        | FZR 1000 Genesis                                                                 | FZR 1000 Exup                                                                    |
| ------------------------- | -------------------------------------------------------------------------------- | -------------------------------------------------------------------------------- | -------------------------------------------------------------------------------- | -------------------------------------------------------------------------------- | -------------------------------------------------------------------------------- | -------------------------------------------------------------------------------- | -------------------------------------------------------------------------------- | -------------------------------------------------------------------------------- | -------------------------------------------------------------------------------- | -------------------------------------------------------------------------------- | -------------------------------------------------------------------------------- |
| Introductie               | 1986                                                                             | 1989                                                                             | 1986                                                                             | 1987                                                                             | 1988                                                                             | 1989                                                                             | 1994                                                                             | 1987                                                                             | 1989                                                                             | 1987                                                                             | 1989                                                                             |
| Categorie                 | sportmotor                                                                       | sportmotor                                                                       | sportmotor                                                                       | sportmotor                                                                       | sportmotor                                                                       | sportmotor                                                                       | sportmotor                                                                       | sportmotor                                                                       | sportmotor                                                                       | sportmotor                                                                       | sportmotor                                                                       |
| Motortype                 | DOHC                                                                             | DOHC                                                                             | DOHC                                                                             | DOHC                                                                             | DOHC                                                                             | DOHC                                                                             | DOHC                                                                             | DOHC                                                                             | DOHC                                                                             | DOHC                                                                             | DOHC                                                                             |
| Bouwwijze                 | dwarsgeplaatste viercilinderlijnmotor                                            | dwarsgeplaatste viercilinderlijnmotor                                            | dwarsgeplaatste viercilinderlijnmotor                                            | dwarsgeplaatste viercilinderlijnmotor                                            | dwarsgeplaatste viercilinderlijnmotor                                            | dwarsgeplaatste viercilinderlijnmotor                                            | dwarsgeplaatste viercilinderlijnmotor                                            | dwarsgeplaatste viercilinderlijnmotor                                            | dwarsgeplaatste viercilinderlijnmotor                                            | dwarsgeplaatste viercilinderlijnmotor                                            | dwarsgeplaatste viercilinderlijnmotor                                            |
| boring                    | 48 mm                                                                            | 48 mm                                                                            | 56 mm                                                                            | 54 mm                                                                            | 56 mm                                                                            | 59 mm                                                                            | 59 mm                                                                            | 68 mm                                                                            | 72 mm                                                                            | 75 mm                                                                            | 75,5 mm                                                                          |
| slag                      | 34,5 mm                                                                          | 34,5 mm                                                                          | 40,5 mm                                                                          | 43,6 mm                                                                          | 40,5 mm                                                                          | 54,8 mm                                                                          | 54,8 mm                                                                          | 51,6 mm                                                                          | 46 mm                                                                            | 56 mm                                                                            | 56 mm                                                                            |
| Cilinderinhoud            | 249 cc                                                                           | 249 cc                                                                           | 399 cc                                                                           | 399 cc                                                                           | 399 cc                                                                           | 599 cc                                                                           | 599 cc                                                                           | 749 cc                                                                           | 749 cc                                                                           | 990 cc                                                                           | 1002 cc                                                                          |
| Kleppen                   | 4                                                                                | 4                                                                                | 4                                                                                | 4                                                                                | 4                                                                                | 4                                                                                | 4                                                                                | 5                                                                                | 5                                                                                | 5                                                                                | 5                                                                                |
| Max. Vermogen (opgegeven) | 45 pk (32,8 kW) @ 14.500 tpm                                                     | 45 pk (32,8 kW) @ 16.000 tpm                                                     | 59 pk (43,4 kW) @ 12.000 tpm                                                     | 59 pk (43,4 kW) @ 12.000 tpm                                                     | 62 pk (45,6 kW) @ 12.500 tpm                                                     | 89,6 pk (66,8 kW) @ 10.500 tpm                                                   | 100 pk (73 kW) @ 11.500 tpm                                                      | 106 pk (77,4 kW @ 10.500 tpm                                                     | 125 pk (91,1 kW) @ 11.800 tpm                                                    | 136 pk (99 kW) @ 10.000 tpm                                                      | 145 pk (106 kW) @ 10.000 tpm                                                     |
| Max. Koppel (opgegeven)   | 25 Nm @ 11.500 tpm                                                               | 25 Nm @ 12.000 tpm                                                               | 37 Nm @ 10.000 tpm                                                               | 37 Nm @ 10.000 tpm                                                               | 40 Nm @ 9.500 tpm                                                                | 65,7 Nm @ 8.500 tpm                                                              | 75,7 Nm @ 9.500 tpm                                                              | 72 Nm @ 8.250 tpm                                                                | 69,6 Nm @ 9.000 tpm                                                              | 102 Nm @ 8.500 tpm                                                               | 106 Nm @ 8.500 tpm                                                               |
| Topsnelheid               | 180 km/uur                                                                       | 180 km/uur                                                                       | 197,5 km/uur                                                                     | onbekend                                                                         | 196,3 km/uur                                                                     | onbekend                                                                         | onbekend                                                                         | 240 km/uur                                                                       | 261 km/uur                                                                       | onbekend                                                                         | 273 km/uur                                                                       |
| Aandrijving               | Meervoudige natte platenkoppeling, vijf of zes versnellingen, kettingaandrijving | Meervoudige natte platenkoppeling, vijf of zes versnellingen, kettingaandrijving | Meervoudige natte platenkoppeling, vijf of zes versnellingen, kettingaandrijving | Meervoudige natte platenkoppeling, vijf of zes versnellingen, kettingaandrijving | Meervoudige natte platenkoppeling, vijf of zes versnellingen, kettingaandrijving | Meervoudige natte platenkoppeling, vijf of zes versnellingen, kettingaandrijving | Meervoudige natte platenkoppeling, vijf of zes versnellingen, kettingaandrijving | Meervoudige natte platenkoppeling, vijf of zes versnellingen, kettingaandrijving | Meervoudige natte platenkoppeling, vijf of zes versnellingen, kettingaandrijving | Meervoudige natte platenkoppeling, vijf of zes versnellingen, kettingaandrijving | Meervoudige natte platenkoppeling, vijf of zes versnellingen, kettingaandrijving |
| Rijwielgedeelte           | Stalen Deltabox                                                                  | Stalen Deltabox                                                                  | Aluminium Deltabox                                                               | Aluminium Deltabox                                                               | Aluminium Deltabox                                                               | Stalen Deltabox II                                                               | Stalen Deltabox II                                                               | Aluminium Deltabox                                                               | Aluminium Deltabox                                                               | Aluminium Deltabox                                                               | Aluminium Deltabox                                                               |
| droog gewicht             | 141 kg                                                                           | 146 kg                                                                           | 157 kg                                                                           | 166 kg                                                                           | 160 kg                                                                           | 181 kg                                                                           | 184 kg                                                                           | 213 kg                                                                           | 196 kg                                                                           | 204 kg                                                                           | 209 kg                                                                           |
| Tankinhoud                | 12 liter                                                                         | 14 liter                                                                         | 18 liter                                                                         | onbekend                                                                         | 15 liter                                                                         | 18 liter                                                                         | 19 liter                                                                         | 20 liter                                                                         | 19 liter                                                                         | 19 liter                                                                         | 19 liter                                                                         |
| Voorganger                | FZ 250 Fazer                                                                     | FZR 250                                                                          | FZ 400                                                                           | FZR 400                                                                          | FZR 400 R Exup                                                                   | geen                                                                             | FZR 600                                                                          | FZ 750                                                                           | FZR 750 R                                                                        | geen                                                                             | FZR 1000 Genesis                                                                 |
| Opvolger                  | FZR 250 R Exup                                                                   | geen                                                                             | FZR 400 R Exup                                                                   | FZR 400 RR Exup                                                                  | geen                                                                             | FZR 600 R Exup                                                                   | YZF-R6                                                                           | YZF-R7                                                                           | YZF-R7                                                                           | FZR 1000 Exup                                                                    | YZF-R1                                                                           |

## Vervolgmodellen
De FZR is tot en met 1996 geproduceerd, hierna is men overgestapt op een andere benaming:
- Yamaha YZF-600R ThunderCat
- Yamaha YZF-750R
- Yamaha YZF-1000R ThunderAce
- Yamaha YZF-R6
- Yamaha YZF-R1